# Urszula Kozioł

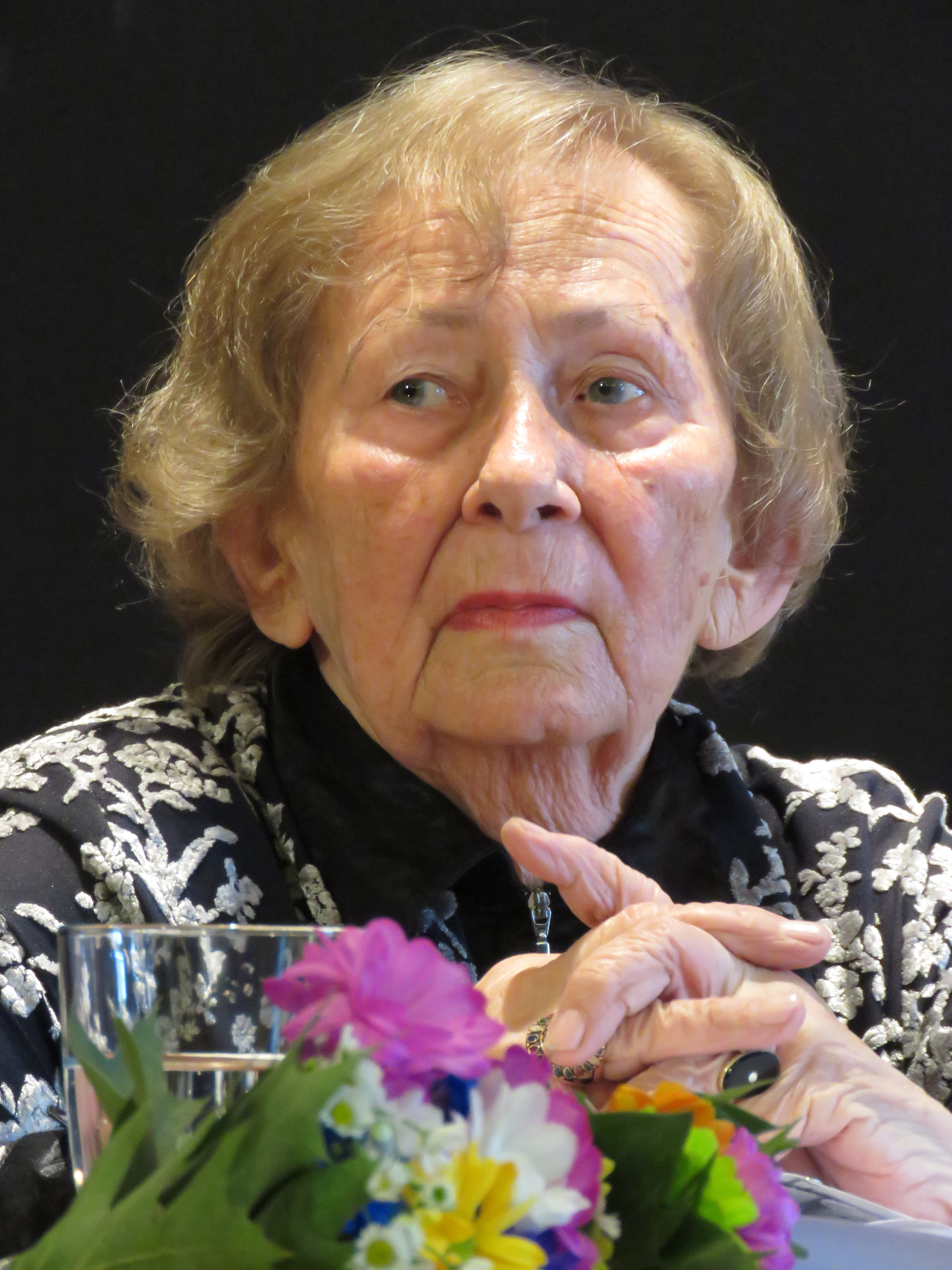
Urszula Kozioł

Urszula Kozioł (sinh ngày 20 tháng 6 năm 1931 tại Rakówk và mất ngày 20 tháng 7 năm 2025) là một nhà thơ người Ba Lan. Năm 2011, bà được trao Giải thưởng thơ Silesius.

## Tiểu sử
Urszula Kozioł theo học cấp ba ở Zamość và tốt nghiệp Đại học Wrocław vào năm 1953. Bà cho ra mắt tập thơ đầu tay Gumowe klocki ("Blocks of rubber") vào năm 1957, nhưng chính tập thơ thứ hai Wrytmie korzeni ("In the Rhythm of the Roots", 1963) mới được xem là bước đột phá lớn. Bình luận về bài thơ "Recipe for the Meat Course" (1963) của Urszula Kozioł, dịch giả Karen Kovacik viết rằng: bài thơ này "vừa là một tác phẩm nghệ thuật vừa là một sự đáp trả mỉa mai tới những người tin rằng vị trí của một người phụ nữ chỉ là nơi xó bếp", và bài thơ "miêu tả việc nhà hoặc đời sống gia đình thông qua các mô típ bạo lực và ghẻ lạnh."
Tiểu thuyết Postoje pamięci ("Stations of Memory", 1965) tập trung khắc họa Mirka, con gái của một giáo viên. Cô lớn lên ở một ngôi làng nhỏ trong Chiến tranh thế giới thứ hai. Trong khảo sát về văn học Ba Lan, Czesław Miłosz viết rằng tiểu thuyết này là "một trong những lời chứng chân thực nhất về ngôi làng".
Urszula Kozioł trở thành biên tập viên của tạp chí Odra vào năm 1968. Bà cũng sáng tác nhiều vở kịch sân khấu và kịch phát thanh cho người lớn và trẻ em.

## Tác phẩm tiêu biểu

### Thơ
- Gumowe klocki (Związek Literatów Polskich, Oddział we Wrocławiu, 1957)
- W rytmie korzeni (Ossolineum, 1963)
- Smuga i promień (Ludowa Spółdzielnia Wydawnicza, 1965)
- Lista obecności (Ludowa Spółdzielnia Wydawnicza, 1967)
- Poezje wybrane (Ludowa Spółdzielnia Wydawnicza, 1969)
- W rytmie słońca (Wydawnictwo Literackie, 1974)
- Wybór wierszy (Spółdzielnia Wydawnicza "Czytelnik", 1976)
- Poezje wybrane (II) (Ludowa Spółdzielnia Wydawnicza, 1985; ISBN 83-205-3842-4)
- Wybór wierszy (Spółdzielnia Wydawnicza "Czytelnik", 1986; ISBN 83-07-01527-8)
- Żalnik (Wydawnictwo Literackie, 1989; ISBN 83-08-02464-X calling template requires template_name parameter, OCLC 830079123)
- Dziesięć lat przed końcem wieku (nakładem autorki; maszynopis powielany, brak daty i miejsca wydania; ok. 1990)
- Postoje słowa (Wydawnictwo Dolnośląskie, 1994)
- Wielka pauza (Wydawnictwo Literackie, 1996; ISBN 83-08-02653-2)
- W płynnym stanie (Wydawnictwo Literackie, 1998; ISBN 83-08-02885-3)
- Wiersze niektóre (Bis, 1997, 1998; ISBN 83-87082-30-9)
- Stany nieoczywistości (Państwowy Instytut Wydawniczy, 1999; ISBN 83-06-02752-3)
- Supliki (Wydawnictwo Literackie, 2005; ISBN 83-08-03759-3)
- Przelotem (Wydawnictwo Literackie, 2007; ISBN 978-83-08-04102-4)
- Horrendum (Wydawnictwo Literackie, 2010; ISBN 978-83-08-04453-7)
- Fuga (1955-2010) (Biuro Literackie, 2011; ISBN 978-83-62006-47-2)
- Klangor (Wydawnictwo Literackie, 2014; ISBN 978-83-08-05321-8)
- Ucieczki (Wydawnictwo Literackie, 2016; ISBN 978-83-08-06158-9)

### Văn xuôi
- Postoje pamięci (Ludowa Spółdzielnia Wydawnicza, 1964, 1973, 1977; Atut-Wrocławskie Wydawnictwo Oświatowe 2004, ISBN 83-89247-98-4).
- Ptaki dla myśli (Ludowa Spółdzielnia Wydawnicza 1971; wyd. 2 poprawione i rozszerzone: Wydawnictwo Literackie 1984, ISBN 83-08-01082-2)
- Noli me tangere (Państwowy Instytut Wydawniczy 1984; ISBN 83-06-00814-6)

### Tiểu luận
- Z poczekalni oraz Osobnego sny i przypowieści (Wydawnictwo Literackie, 1978)
- Osobnego sny i przypowieści (Okis, 1997; Biblioteka Wrocławskiego Oddziału Stowarzyszenia Pisarzy Polskich; ISBN 83-87104-00-0)

### Kịch
- Gonitwy (Prapremiera: Zespół Teatralny przy Wyższej Szkole Inżynieryjskiej, Rzeszów 1972)
- Kobieta niezależna („Scena" 12/1976)
- Biało i duszno (układ dramatyczny) („Scena" 10/1977)
- Król malowany (na motywach baśni J. Ch. Andersena pt. Nowe szaty króla 1978; druk: Zjednoczone Przedsiębiorstwa Rozrywkowe, Ośrodek Teatru Otwartego „Kalambur", 1986)
- Narada familijna („Teatr Polskiego Radia" 2/1978)
- Przerwany wykład („Scena" 12/1978)
- Weekend ("Opole" nr 1/1981 i nr 2/1981)
- Spartolino, czyli jak Rzempoła ze szwagrem Pitołą stracha przydybali (Prapremiera: Wrocławski Ośrodek Teatru Otwartego „Kalambur" 1982)
- Trzy Światy (Czytelnik, 1982; ISBN 83-07-00707-0)
- Podwórkowcy (Prapremiera: Teatr Dramatyczny im. J. Szaniawskiego, Wałbrzych 1983; spektakl TV 1984)
- Psujony ("Scena" 1/1985)
- Magiczne imię (Wydawnictwo Literackie, 1985; ISBN 83-08-01194-2)